# Clostridium malenominatum
Clostridium malenominatum è una specie di batterio appartenente alla famiglia delle Clostridiaceae.